# شيغا لين
شيغا لين (بالصينية: 連詩雅) هي ممثلة صينية، ولدت في 29 يونيو 1988.

## وصلات خارجية
- شيغا لين على موقع IMDb (الإنجليزية)
- شيغا لين على موقع ميوزك برينز (الإنجليزية)
- شيغا لين على موقع قاعدة بيانات الفيلم (الإنجليزية)